# Cymaterus torridus
Cymaterus torridus är en skalbaggsart som beskrevs av Francis Polkinghorne Pascoe 1885. Cymaterus torridus ingår i släktet Cymaterus och familjen långhorningar. Inga underarter finns listade i Catalogue of Life.